# Ху Мэй
Ху Мэй (кит. упр. 胡玫, пиньинь Hú Méi, род. 2 сентября 1958) — кинорежиссёр и продюсер из КНР.
Отец Ху Мэй был кондуктором, мать — певцом, и их дочь с детства училась играть на пианино. Когда по окончании «Культурной революции» была вновь открыта Пекинская киноакадемия, по совету отца Ху Мэй поступила туда на курсы кинорежиссёров. По окончании Академии в 1982 году она пошла работать на киностудию «Ба и». В 1984 году она сняла свой первый фильм «Женский терем» («女儿楼»). Два года спустя она сняла фильм «Годы, отделяющие от войны» («远离战争的年代»), который стал первым снятым в КНР психологическим фильмом; он завоевал международные награды.
В 1997 году Ху Мэй стала режиссёром исторического телесериала «Правление под девизом Юнчжэн», который стал хитом в КНР. После этого она сняла ещё ряд высококачественных исторических телесериалов, включая «Великий император У династии Хань» (2005) и «Большой двор семьи Цяо» (2006). В 2007 году она была приглашена для создания телеверсии классического китайского романа «Сон в красном тереме», однако потом руководство отдало предпочтение режиссёру Ли Шаохуну.
К 2560-й годовщине со дня рождения Конфуция Ху Мэй сняла кинофильм «Конфуций», вышедший на экраны в начале 2010 года.